# Pontocypris acupunctata
Pontocypris acupunctata är en kräftdjursart. Pontocypris acupunctata ingår i släktet Pontocypris och familjen Pontocyprididae. Inga underarter finns listade i Catalogue of Life.